# جوفكفا
زهوفكفا (Жовква) هي مدينة في مقاطعة لفيفسكا في أوكرانيا.
يبلغ عدد سكانها حوالي 13333 نسمة.

## توأمة
لجوفكفا اتفاقيات توأمة مع كل من:
- Cieszanów [الإنجليزية]‏
- زاموشتش (26 أبريل 1991 - )[7]